# Hamad bin Isa Al Khalifa
Hamad bin Isa bin Salman Al Khalifa (tiếng Ả Rập: حمد بن عيسى بن سلمان آل خليفة; sinh 28 tháng 1 năm 1950) là đương kim quốc vương của Bahrain. Ông lên ngôi vào ngày 6 tháng 3 năm 1999 sau cái chết của vua cha Isa bin Salman.